# Ellen
Ellen er et pigenavn, afledt af Helene og Helena. Navnet var tidligere meget udbredt i Danmark, og der er fortsat næsten 17.000 danskere, der bærer navnet ifølge Danmarks Statistik.

## Kendte personer med navnet
- Ellen Aggerholm, dansk skuespiller.
- Ellen Barkin, amerikansk skuespiller.
- Ellen Bonnesen, dansk børnebogsforfatter.
- Ellen Burstyn, amerikansk skuespiller.
- Ellen DeGeneres, amerikansk komiker og talkshowvært.
- Ellen van Dijk, hollandsk cykelrytter.
- Ellen Duurloo, dansk forfatter, journalist og oversætter.
- Ellen Gottschalch, dansk skuespillerinde.
- Ellen Hillingsø, dansk skuespiller.
- Ellen Jansø, dansk skuespiller.
- Ellen Johnson-Sirleaf, liberiansk politiker og præsident.
- Ellen Jørgensen, dansk historiker og professor.
- Ellen Winther Lembourn, dansk sanger og skuespiller.
- Ellen Malberg, dansk skuespiller.
- Ellen Margrethe Løj, dansk FN-diplomat.
- Ellen Marsvin, dansk adelskvinde.
- Ellen Nielsen, kgl. dansk operasanger.
- Ellen Trane Nørby, dansk politiker
- Ellen Price, kgl. dansk solodanser.
- Ellen Carstensen Reenberg, dansk skuespiller.
- Ellen Rindom, dansk skuespiller.
- Ellen Rovsing, dansk skuespiller.
- Ellen Margrethe Stein, dansk skuespiller.

## Navnet anvendt i fiktion
- Ellen er i Matador navnet på Ingeborgs datter, som hun har med Holger Jørgensen fra tiden før hendes ægteskab med Mads Skjern.

## Dyr
- Ellen var en indisk elefant i København Zoo

## Andre anvendelser
- Ellen (film), dansk stumfilm fra 1912 om en pige, der kommer i ulykke
- Elfærgen Ellen er en eldreven færge, idriftsat 2019 hos Ærøfærgerne.